# Nuria
Nuria es un nombre propio femenino de origen catalán de significado toponímico que alude al valle de Nuria (cat. Núria, geográfica y etimológicamente vinculado al vasco Norra, variante de Andorra) situado en los Pirineos, más concretamente en el término municipal de Queralbs (Gerona). En este valle se encuentra la Virgen de Nuria, que ha dado pie a nombrar muchas de las natalicias de la zona con su mismo nombre para honrar a la virgen, por lo que el foco de difusión comenzó desde allí al resto de la península ibérica. 
No obstante la vaguedad en su origen catalán, el nombre Nuria ya se atestigua en los archivos de la antigua ciudad de Nuzi (moderna Yorgan Tepe) de mediados del siglo XV a. C. También puede derivar de la palabra hebrea נוּרְיָא (Nurya), en origen נוּרָא (Nura), que a su vez proviene del arameo nehiyr, que significa "luz" (de Dios).